# Alvaro Ciabatti
Alvaro Ciabatti (Prato, 5 gennaio 1901 – ...) è stato un calciatore italiano, di ruolo centrocampista o attaccante. Era noto come Ciabatti III per distinguerlo da Giulio (I) e Lelio (II), entrambi nati nel 1898.

## Carriera
Esordendo l'8 febbraio del 1914 nella partita contro la SPES Livorno, valida per il campionato di prima Categoria 1913-1914 e persa 2-1, diviene il calciatore più giovane ad aver esordito nel massimo livello del campionato italiano di calcio, a 13 anni e 33 giorni. Nella sua prima stagione viene impiegato come ala destra e nell'annata successiva viene spostato al ruolo di mediano sinistro, disputando quattro partite in due anni.

## Statistiche

### Presenze e reti nei club
| Stagione        | Club            | Campionato      | Campionato | Campionato |
| Stagione        | Club            | Comp            | Pres       | Reti       |
| --------------- | --------------- | --------------- | ---------- | ---------- |
| 1913-1914       | Prato           | Prima Categoria | 2          | 0          |
| 1914-1915       | Prato           | Prima Categoria | 2          | 0          |
| Totale Prato    | Totale Prato    |                 | 4          | 0          |
| Totale carriera | Totale carriera |                 | 4          | 0          |